# 네이시 다호메스
네이시 파트리시아 다호메스 바레라(스페인어: Neisi Patricia Dájomes Barrera, 1998년 5월 12일~)는 에콰도르의 역도 선수이다. 2020년 하계 올림픽에서 여자 라이트헤비급 금메달을 획득했으며 2024년 하계 올림픽 여자 헤비급에서 은메달을 획득했다. 또한 세계 선수권 대회에서 은메달 1개, 동메달 2개를 획득했다.

## 개인사
여동생인 안지 팔라시오스도 역도 선수로 활동하고 있다.